# Tadeusz Bylewski

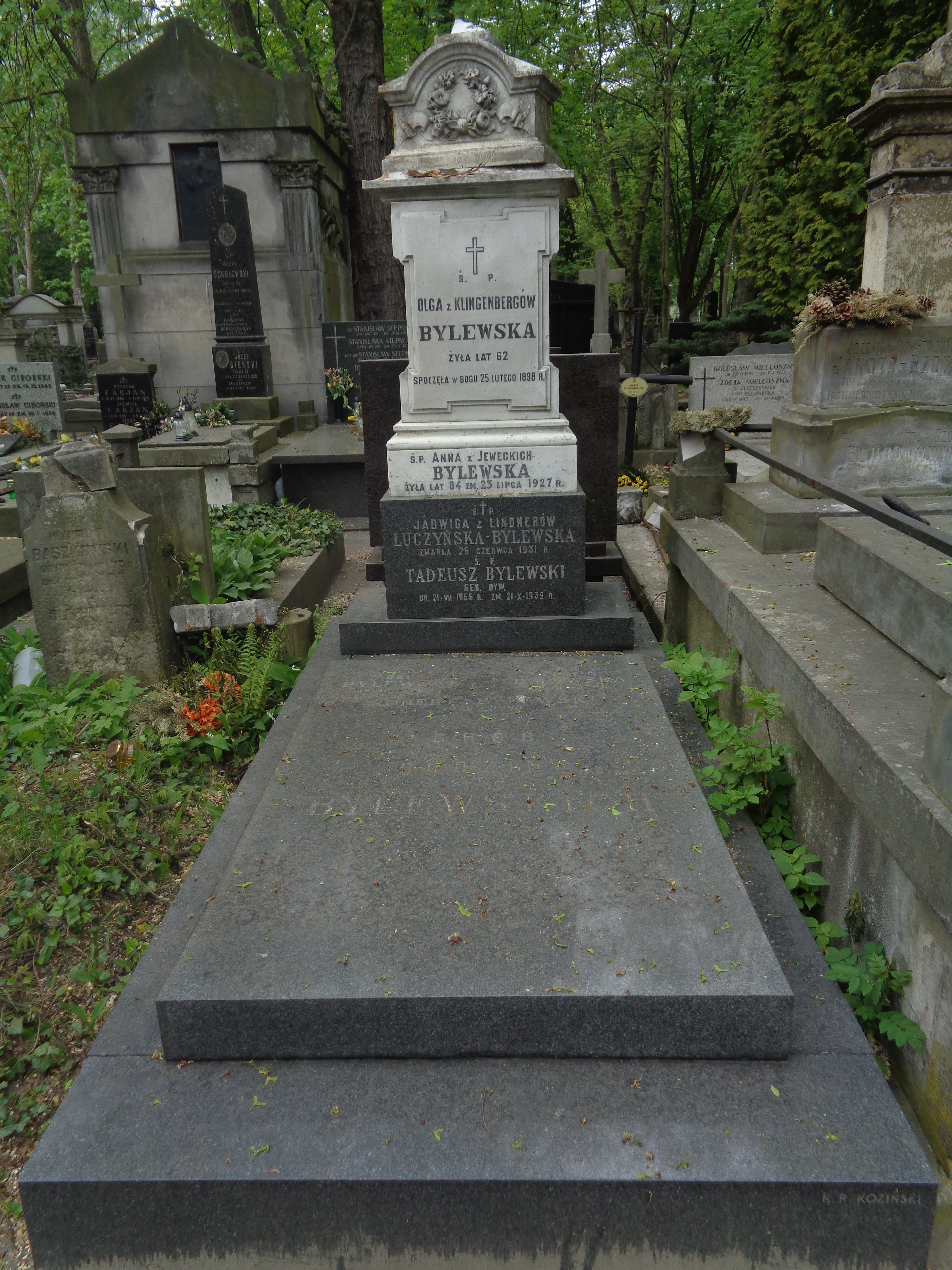
Grób Tadeusza Bylewskiego na Cmentarzu Powązkowskim w Warszawie

Tadeusz Bylewski, ros. Фаддей Сигизмундович Былевский (ur. 21 lipca?/2 sierpnia 1866 w Kijowie zm. 17 lipca 1939) – generał major Armii Imperium Rosyjskiego i generał dywizji Wojska Polskiego.

## Życiorys
Był uczniem Włodzimierskiego Kijowskiego Korpusu Kadetów w Kijowie (ros. Владимирский Киевский кадетский корпус). 29 sierpnia 1883 roku rozpoczął służbę w armii rosyjskiej. Dwa lata później ukończył 1. Pawłowską Szkołę Wojskową w Petersburgu. Awansował na podporucznika ze starszeństwem z 5 sierpnia 1885 roku i został przydzielony do 69 Riazańskiego Pułku Piechoty (ros. 69-й пехотный Рязанский полк), który stacjonował w Lublinie i wchodził w skład I Brygady 18 Dywizji Piechoty. Na sztabskapitana awansował ze starszeństwem z 6 grudnia 1897 roku. Przez sześć lat i pięć miesięcy dowodził kompanią. Na pułkownika awansował ze starszeństwem z 6 grudnia 1907 roku. Do 1913 roku pełnił służbę w Lejb-Gwardyjskim Sankt-Petersburskim Pułku Króla Fryderyka Wilhelma III w Warszawie. W 1913 roku podał się do dymisji. Po rozpoczęciu I wojny światowej zmobilizowany i mianowany dowódcą 26 Brygady Pospolitego Ruszenia (ros. 26-я бригада Государственного ополчения). W 1916 roku awansował na generała majora.
8 lutego 1917 roku przystąpił do organizacji Dywizji Strzelców Polskich. Dowództwo dywizji mieściło się w Kijowie, a oddziały w Biełgorodzie, Boryspolu, Czugujewie, Połtawie i Bieriezaniu. 10 kwietnia tego roku po ustąpieniu ze stanowiska dowódcy dywizji wyjechał do Piotrogrodu, gdzie objął stanowisko przewodniczącego Komisji Wojskowej dla Formowania Oddziałów Polskich przy Sztabie Najwyższego Głównodowodzącego.
W Wojsku Polskim od listopada 1918 roku. Organizował oddziały wojskowe w Lublinie. Poniósł fiasko wobec postawy oficerów Polskiej Organizacji Wojskowej. Z dniem 11 kwietnia 1919 roku został przydzielony do rezerwy oficerów Wojsk Polskich. 7 maja 1919 roku został formalnie przyjęty do Wojska Polskiego z zatwierdzeniem posiadanego stopnia generała podporucznika. Do 1 sierpnia 1919 roku był dowódcą 8 Dywizji Piechoty. Później, do 1 kwietnia 1921, pełnił służbę w Centralnej Komisji Kontroli Stanów. 26 stycznia 1921 roku został zatwierdzony z dniem 1 kwietnia 1920 roku w stopniu generała podporucznika, w grupie oficerów byłych korpusów wschodnich i byłej armii rosyjskiej.
Z dniem 1 kwietnia 1921 roku został przeniesiony w stały stan spoczynku, w stopniu generała podporucznika. 26 października 1923 roku Prezydent RP Stanisław Wojciechowski zatwierdził go w stopniu generała dywizji. W 1934 roku figurował na liście starszeństwa oficerów stanu spoczynku, jako generał dywizji ze starszeństwem z 1 czerwca 1919 roku. Zginął w wypadku samochodowym. Jest pochowany na cmentarzu Powązkowskim (kwatera 39-3-5).

## Ordery i odznaczenia
- Order św. Stanisława kl. 2 – 6 września 1916
- Order św. Anny z Mieczami kl. 1 – 6 grudnia 1916
- Order św. Stanisława kl. 2 – 1908
- Order św. Anny kl. 2 – 1911
- Złota szabla „Za dzielność” – 20 lipca 1916